# Joan Bruguera (Girona)
Joan Bruguera va ser un metge nascut a Girona a finals del s. XIV o principis del s. XV, i que va morir el 1452.
Aquest metge va deixar un llegat que va permetre fundar a Montpeller el Col·legi de Girona, on podies estar-s'hi els estudiants de Medicina que acabessin els seus estudis a aquesta ciutat. Per a això va deixar dues beques de vuit-cents escuts d'or, la seva pròpia biblioteca i una vaixella de plata. Aquest Col·legi va durar més d'un segle.
Actualment la ciutat de Girona gestiona aquest Col·legi, mitjançant la Fundació Joan Bruguera, i també convoca beques per a estudiants gironins que vulguin estudiar Medicina a la Universitat de Montpeller.
En Joan Bruguera ha estat reconegut en posar el seu nom a sengles carrers de Figueres i de Girona, i també a l'Escola Joan Bruguera de Girona.
L'edifici del Col·legi de Girona a Montpeller és situat al barri vell, precisament al carrer de Girona (Rue de Girone).